# Ordförandeklubba

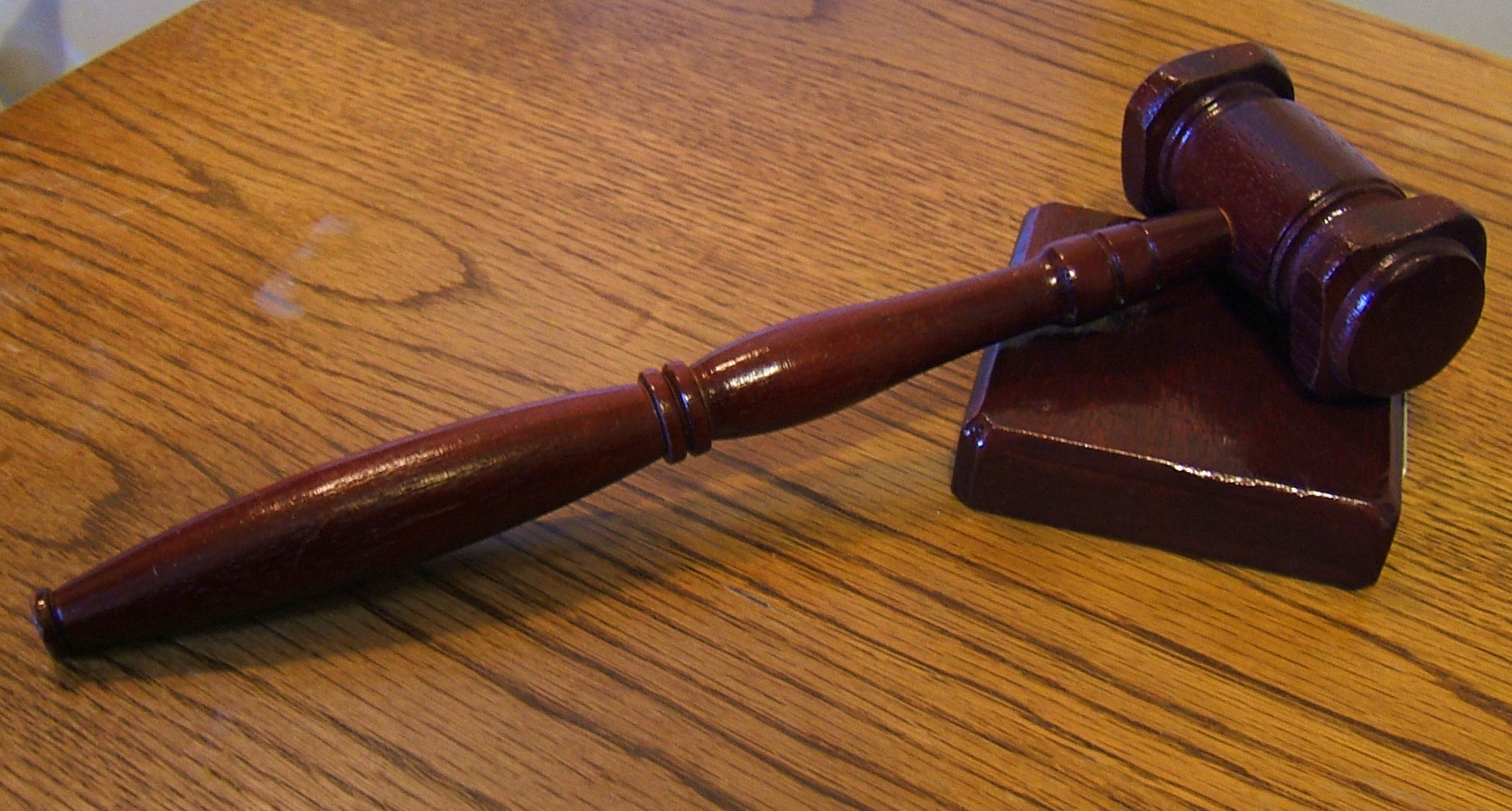
Ordförandeklubba med block.

En ordförandeklubba är en klubba som slås mot ett bord eller ett block för att exempelvis påkalla uppmärksamhet, sätta punkt för en diskussion eller slå fast att ett beslut är fattat under någon form av sammanträde. Den används av ordföranden för sammanträdet, till exempel en talman, en domare eller en auktionsutropare.
Inom skråväsendet motsvarades ordförandeklubban av gehörstaven.